# Дужки
Дужки́ — символи, що зазвичай використовуються парно для виокремлення частини інформації (уточнення на письмі, пріоритет операторів в математиці, функціональні групи в хімії тощо). У письмовому мовленні використовуються як пунктуаційний знак для виділення частини тексту, як то уточнення, вставні слова, ремарки тощо.
Вираз у дужках або саму дужку (зазвичай, фігурну) можуть також називати паранте́з або паренте́за (від грец. parénthesis — внесення, через фр. parenthèse).

## Різновиди
Розрізняють:
- круглі або заокруглені — ();
- квадратні — [ ];
- фігурні — { };
- кутові або ламані — <> та інші.

В українській мові використовуються три види дужок: круглі, квадратні та кутові.

## Круглі дужки

### Мовлення
- Частіше за все використовуються в письмовому мовленні як пунктуаційний знак для пояснень та уточнень: найвищою точкою України є гора Говерла (2061 м). Також вживається для виділення вставних слів, наприклад, автор, рік, джерело цитування, коментар редактора абощо: «Життя — се мій скарб…» (І. Франко)[2].
- В драматичних творах може позначати ремарки серед прямої мови героїв[2]: Хіба хочете, щоб вам на весіллі сю пісню співали? Ось слухайте. (Виборний співає)[6].
- Одинарна закривна кругла дужка використовується в нумерованих списках разом з літерами або арабськими цифрами: Комп’ютер складається з: а) системного блока; б) монітора; в) клавіатури[2].
- Так позначаються бібліографічні цитати в деяких стилях: наприклад, (Schmidt & Oh, 2016) в стилі APA.
- Три дужки[en] або (((echo))) використовуються в англомовному середовищі антисемітами для надання негативного забарвлення поняттю, пов'язаному з євреями.

### Наука
- В математиці такі дужки часто називаються операторними, бо використовуються для вказання пріоритету дій: наприклад, (2 + 3) · 4 означає, що спочатку виконується додавання, а потім вже множення (тобто, оператор додавання є більш пріоритетним). В достатньо великих формулах часто для цього використовують також квадратні та фігурні дужки.
- Позначення векторів: {\displaystyle \ {\bar {x}}={\begin{pmatrix}x_{1}\\x_{2}\\x_{3}\end{pmatrix}}}; та матриць: {\displaystyle \ A={\begin{pmatrix}x_{11}&x_{12}\\x_{21}&x{22}\end{pmatrix}}}.
- Біноміальні коефіцієнти: {\displaystyle C_{n}^{k}={\begin{pmatrix}k\\n\end{pmatrix}}}.
- В дужках зазвичай записують аргументи функцій, наприклад: {\displaystyle f(x,y)=x+y}
- Скалярний добуток: {\displaystyle (x,y)=(x\cdot y)=x_{1}y_{1}+\dots +x_{n}y_{n}}
- Періодичні дроби, для позначення повторюваних цифр: {\displaystyle 1/3=0.333\dots =0.(3)}
- Числові проміжки: {\displaystyle (a,b),(a,b],[a,b)}. Тут кругла дужка позначає, що межа проміжку не належить до нього. Тобто, для другого випадку: {\displaystyle a<x\leqslant b}
- У фізиці має місце запис абсолютної похибки вимірювання вигляду 6,67408(31)·10−11 Н·м2·кг−2, ця формула еквівалентна запису 6,67408·10−11 Н·м2·кг−2 ± 0,00031·10−11 Н·м2·кг−2.
- В хімії використовують круглі дужки для виділення повторюваних функціональних груп: (C2H5)2O та для позначення ступеня окислення елемента: хлорид заліза(ІІІ) тощо.
- Номери рівнянь, рисунків, таблиць абощо зазвичай позначають в круглих дужках близько правого поля.

### Програмування
- В багатьох мовах програмування використовуються такі дужки для задання аргументів функцій та як операторні дужки.
- В мові Python круглі дужки позначають кортежі.

## Квадратні дужки

### Мовлення
- Квадратні дужки використовують, коли потрібне уточнення в цитатах: Їх [заручників] було близько 100 осіб. Зокрема, таким чином можна позначити і деякі пропущені частини цитати, за допомогою трикрапки у квадратних дужках: [ … ][2].
- В драматичних творах може використовуватись для позначення дійової особи: [Наталка (кланяється):] Здорові були, добродію, пане возний![2][6].
- Часто так позначаються бібліографічні цитати: наприклад, [77, с. 20-21] значить, що інформація в реченні/абзаці взята з 77-го за номером джерела зі сторінок 20-21. Також у надрядковому вигляді пишуться виноски (наприклад, така є в кінці цього речення)[7].

### Наука
- Як зазначено вище, у великих формулах квадратні дужки можуть вживатись як операторні, зазвичай, вони задають вищий рівень підпорядкування, як тут: {\displaystyle [(2+3)\cdot 4]^{2}} — так краще видно, які дії застосовуються.
- Ціла частина від числа: {\displaystyle [2.333]=2}, {\displaystyle [-1.4]=-2}. Для цього також використовують спеціальні дужки {\displaystyle \lfloor x\rfloor } та {\displaystyle \lceil x\rceil }.
- Векторний добуток: {\displaystyle [x,y]=x\times y}.
- Числові проміжки: {\displaystyle [a,b],(a,b],[a,b)}. Тут квадратна дужка позначає, що межа проміжку належить до нього, а кругла — навпаки.
- Комутатор {\displaystyle [A,B]\equiv [A,B]_{-}\equiv AB-BA} і антикомутатор {\displaystyle [A,B]_{+}\equiv AB+BA}, але для останнього іноді використовують фігурні дужки без нижнього індексу.
- Сукупність рівнянь або нерівностей. Тобто, це позначає, що має виконуватись хоча б одне із тверджень. Наприклад, {\displaystyle \left[{\begin{array}{l}x<-2\\x>2\end{array}}\right.} рівносильне твердженню «x менший за -2, або х більший за 2».
- Так можуть позначатись: символ Кронекера, характеристична функція, функція Гевісайда, Signum-функція, інколи матриці та вектори тощо.
- В хімії так позначають комплексні аніони та катіони: наприклад, K3[Fe(CN)6]. Крім того, згідно з номенклатурою IUPAC, в квадратні дужки записується кількість атомів в містках між двома атомами в назвах органічних поліциклічних сполук: трицикло[3.3.1.13,7]декан.
- У фонетиці квадратні дужки позначають транскрипцію: слово обличчя транскрибується як [ɔˈblɪt͡ʃʲːɑ] або [обли́ч’:а].

### Програмування
- В вікірозмітці використовуються подвійні дужки для внутрішніх посилань, перенаправлень, категорій та інтервікі, а одинарні — для зовнішніх посилань. Посилання за допомогою квадратних дужок також реалізовані в Markdown.
- В мовах програмування часто так позначають індекси масивів, списків абощо: наприклад list[0] у Python поверне перший елемент списку.
- В мові Python квадратні дужки також позначають списки.
- Можуть позначати необов'язковість (див. Нотація Бекуса — Наура). Зокрема, в мові розмітки LaTeX необов'язкові аргументи функцій передаються саме так.

## Фігурні дужки

### Наука
- Як було зазначено вище, у великих формулах фігурні дужки можуть вживатись як операторні, зазвичай, вони задають найвищий рівень підпорядкування (тобто, квадратні та круглі дужки мають знаходитись всередині фігурних.
- Дуже часто одинарною дужкою позначають деяку сукупність понять, наприклад, доданки у довгій сумі та подібних записах: {\displaystyle \overbrace {1+2+\cdots +100} ^{5050}}.
- Дробова частина від числа: {\displaystyle \{3.25\}=0.25}.
- Позначення множин: {\displaystyle A=\{1,2,3\}}.
- Система рівнянь або нерівностей. Більш загально це значить, що мають виконуватись всі твердження, об'єднані такою дужкою. Наприклад, {\displaystyle \left\{{\begin{array}{l}x\leqslant 5\\x\geqslant 2\end{array}}\right.}рівносильне твердженню «x менший за 5, та х більший за 2». Аналогічним чином працює задання кусково-заданих функцій.
- Так можуть позначатись: характеристична функція, антикомутатор тощо.

### Програмування
- У вікірозмітці використовуються подвійні та потрійні фігурні дужки для шаблонів, змінних, функцій абощо. Подібні явища також є в Django, Jinja та інших.
- В мовах програмування (зокрема С-похідних) фігурні дужки задають інтендацію. Подібне застосування вони мають і в LaTeX.
- В мові Python фігурні дужки позначають словники та множини.
- Широко використовуються у вебшаблонізаторі Jinja для шаблонів, функцій, змінних абощо.

## Кутові дужки
Кутові дужки мають кілька основних форм: <…> та ⟨…⟩. Перші зазвичай використовуються в мовах програмування та розмітки (а в одинарному вигляді —  як знаки нерівності), а другі для позначення вузькоспеціалізованих понять в точних науках.

### Мовлення
- ⟨ ⟩Кутові дужки використовуються в українській мові для передачі пропущених частин цитат (аналогічно квадратним): Про цей переклад «Іліади» І. Франко сказав: «< … > се не популяризований, але справді націоналізований наш український Гомер, і то націоналізований так щасливо, що я не знаю нації, яка могла б похвалитися подібною працею» [2].
- В японській, корейській та китайській мовах використовуються символи (т.з. шеврони), схожі на кутові дужки:〈…〉або《…》. Проте, в японській мові часто використовуються та європейські круглі дужки.

### Наука
- Можуть позначати середнє значення: наприклад, середнє значення функції за часом може бути записане як {\displaystyle \langle f(t)\rangle }.

- Можуть позначати скалярний добуток: {\displaystyle \langle x,y\rangle }
- Використовуються у нотації бра-кет для позначення квантових станів.

### Програмування
- В HTML та XML складають основу синтаксису, задаючи теги.
- В C++ кутові дужки позначають, що необхідний заголовковий файл потрібно шукати в одній із стандартних директорій, наприклад: #include <stdio.h>.
- В деяких програмах та мовах розмітки подвійні < перетворюються на лапки.

## Інші дужки
- В МФА використовуються скісні риски як дужки — для фонематичного запису слів: /…/, на противагу фонетичному, який позначається квадратними дужками.
- Для багатьох класичних дужок також існують подвійні варіанти: ⸨…⸩, ⟦…⟧, ⫽…⫽, ⟪…⟫. Наприклад, ⟦…⟧ позначають дуже точний фонетичний запис.